# Aníbal Portillo
Aníbal Portillo (Chalchuapa, departamento de Santa Ana, El Salvador 20 de diciembre de 1914-San Salvador, El Salvador 15 de febrero de 2010) fue un militar, con rango de coronel, que fue miembro y presidente del Directorio Cívico-Militar (que gobernó dicho país desde el 25 de enero de 1961 hasta el 25 de enero de 1962).

## Biografía
El coronel Aníbal Portillo nació en la localidad de Chalchuapa, departamento de Santa Ana, El Salvador el 20 de diciembre de 1914. Contraería matrimonio con Emma Ángelica Fogelbach, con quien tuvo tres hijos.
Se dedicaría a la carrera de las armas; graduándose de la escuela militar, con el rango de Subteniente, en la octava promoción (de su cuarta época) el 29 de octubre de 1937.
Para inicios de la década de 1950s ostentaría el rango de capitán y tenía un sueldo de 400 colones. Más adelante, sería becado junto con el capitán Fidel Sánchez Hernández (quien sería posteriormente presidente de la república) a la escuela de Estado Mayor de Madrid, a la que no pudieron ingresar debido a su deficiente preparación en matemáticas, por lo que tuvieron que hacer un curso que duró un año.
El 10 de diciembre de 1953, junto con el capitán José Joaquín Chacón, sería promovido al rango de teniente coronel. Posteriormente, el 6 de junio de 1955, sería nombrado como agregado militar en la embajada de España.
Retornaría a El Salvador donde, ya con el rango de coronel, fungiría como comandante del regimiento Manuel José Arce; posteriormente, sería jefe de Estado Mayor general de la fuerza armada para el gobierno de la Junta de Gobierno, que había accedido al cargo luego del golpe de Estado a José María Lemus en octubre de 1960 (denominado como "Madrugón de los Compadres"), y estando bajo el ministro de defensa coronel Alonso Castillo Navarrete.
El 25 de enero de 1961 se sucitaría el golpe de Estado que derrocaría a la Junta de Gobierno (que sería conocido como golpe de "los maquis", de mayores de derecha). Mientras que en el cuartel San Carlos se reuniría una asamblea de coroneles y tenientes coroneles que estaban encabezados por Portillo y el teniente coronel Julio Adalberto Rivera (en ese entonces director de la escuela de arte); dicha asamblea eligiría a los tanto a Portillo como a Rivera como miembros del Directorio Cívico-Militar (que se encargaría desde ese momento del gobierno), y ellos a su vez elegirían a los miembros civiles.
Portillo se encargaría de la presidencia del directorio y de la comandancia de las fuerzas armadas. Durante ese tiempo, entre otras cosas, sería el encargado de inaugurar las operaciones del nuevo y moderno puerto de Acajutla el 21 de abril de 1961.
El directorio continuaría gobernando la república de El Salvador hasta el 25 de enero de 1962, cuando le entregaría el mando a Eusebio Rodolfo Cordón Cea, quien fungiría como presidente provisional (designado por la asamblea constituyente de 1962).
Se retiraría de la vida pública, dedicándose a los negocios agrícolas de su hacienda. Fallecería por causas naturales en San Salvador el lunes 15 de febrero de 2010.